# Port lotniczy Tirin Kot
Port lotniczy Tirin Kot (IATA: TII, ICAO: OATN) – port lotniczy położony w Tirin Kot, w prowincji Oruzgan, w Afganistanie.